# TV-året 1990

## Händelser

### Juni
- 12 juni - TV-huset i Stockholm för SVT drabbas vid 20-tiden av ett omfattande strömavbrott, som släcker stora delar av TV-huset, vilket gör att sändningarna slutar att sändas ut. Anledningen till strömavbrottet var att en huvudströmkabel hade börjat brinna i ett ställverk. Senare samma kväll kom sändningarna igång igen, men en hel del avbrott sker, med mycket tekniska strul.[1][2]
- 20 juni - Styrelsen för Sveriges socialdemokratiska arbetareparti säger ja till TV-reklam i marksändningar i Sverige.

### Juli
- 1 juli - TV-licensen i Sverige höjs från 1 084 till 1 164 SEK per år. [3]

### September
- 15 september - TV4 startar sina reklamfinansierade sändningar [4], som andra reklam-TV-kanal i Sverige.
- 21 september - Sveriges socialdemokratiska arbetareparti avslutar sin kongress i Stockholm, och uttalar sig för att införa TV-reklam i marksänd kanal, men frågan i vilken form lämnas öppen.[5]

### Okänt datum
- SVT har övergått till den nya tekniken chroma-key för väderpresentationen [6].
- Children's Television Act antas i USA, med målet att få till mer utbildningsinriktade innbehåll i TV-kanalernas barnprogram.[7]
- TV3 Danmark och TV 3 Norge upprättas ur den tidigare panskandinaviska versionen av kanalen.[8]

## TV-program

### Disney Channel
- 4 mars - Serieavslutning, Piff och Puff – Räddningspatrullen

### Sveriges Television
- 3 januari – Pjäsen En midsommarnattsdröm från Backa teater med Puck Ahlsell, Maria Hedborg, Anders Ekborg, Claes Malmberg med flera.
- 4 januari – Komediserien SMASH med Svante Grundberg, Peter Wahlbeck med flera.
- 6 januari – Familjeserien Ebba och Didrik
- 8 januari–26 februari – Trollkontroll. [9]
- 1 mars – Komediserien Rosenbaddarna med Björn Gustafson, Lennart R. Svensson, Philip Zandén, Suzanne Reuter med flera.
- 10 mars – Start för andra säsongen av underhållningsprogrammet Caramba! med Jacob Dahlin och Annika Hagström.
- april – Komediserien Jeeves och Wooster med Stephen Fry och Hugh Laurie
- juni – Komediserien Härlige Harry (Empty Nest)
- juni – Komediserien Mr. Bean med Rowan Atkinson
- 7 september – Dramaserien Skönheten och odjuret (Beauty and the Beast)
- 8 september – Start för den tredje säsongen av underhållningsprogrammet Caramba! med Jacob Dahlin och Annika Hagström.
- 3 oktober – Direktsända underhållningsprogrammet Kosmopol premiärsänds.
- 18 november – Amerikanska kriminaldramat Twin Peaks
- november – Fem i familjen (Family Ties) med Michael J. Fox
- 1 december – Årets julkalender är Kurt Olssons julkalender. [10]
- Julhelgen – Jullovsprogrammet Pippi Pelikan med Louise Raeder

### Syndikering
- 21 januari - Serieavslutning, Fantastiske Max
- 5 maj - Seriestart, Luftens hjältar
- 10 september - Seriestart, The New Adventures of He-Man.
- 29 september - Seriestart, Widget.
- 28 november - Serieavslutning, Duck Tales
- 7 december - Serieavslutning, The New Adventures of He-Man.

### TV3
- 20 april - Efterlyst med Brynolf Wendt

### TV4
- 17 september - Såpoperan Destination Nordsjön

### ZDF
- 25-30 december - Ron och Tanja, tysk TV-film.[11]

## Avlidna
- 14 januari – Sten-Åke Cederhök, 76, svensk revyartist, komiker och skådespelare (Jubel i busken, Låt hjärtat va me, Albert & Herbert).
- 15 januari – Gordon Jackson, 66, brittisk skådespelare (Herrskap och tjänstefolk).
- 5 juni – Nils Brandt, 58, finlandssvensk skådespelare (Mumintrollet, Dagar med Knubbe).
- 28 december – Kiel Martin, 46, amerikansk skådespelare (Spanarna på Hill Street).

### Fotnoter
1. ↑  Aktuellt 12 juni 1990 - om strömavbrottet på SVT
2. ↑  TV2-hallåa Lars Källsten om strömavbrottet på SVT 12 juni 1990
3. ↑  Horisont 1990, Bertmarks, sidan 142 - 0,2 ny promillegräns. Jobba på semestern"
4. ↑  20:e århundrades När Var Hur - 1990, Bernt Himmelstedt, Forum, 1999
5. ↑   Horisont 1984. Bertmarks
6. ↑  John Pohlmans blogg 21 november 2010 - TV-väder historik del 9 Arkiverad 15 december 2010 hämtat från the Wayback Machine.
7. ↑  ”Quality Television for Children” (på engelska). New York Times. 16 augusti 1996. http://www.nytimes.com/1996/08/16/opinion/quality-television-for-children.html?pagewanted=1. Läst 18 februari 2017.
8. ↑  ”TV 3” (på danska). Store danske encyklopædi. Arkiverad från originalet den 15 oktober 2018. https://web.archive.org/web/20181015232238/http://denstoredanske.dk/Samfund,_jura_og_politik/Massemedier/Tv-stationer_og_institutioner,_udenlandske/TV3. Läst 15 oktober 2018.
9. ↑  ”Svensk mediedatabas”. http://smdb.kb.se/catalog/search?q=Trollkontroll+typ%3Atv&sort=OLDEST. Läst 6 april 2011.
10. ↑  ”Jultradition”. Arkiverad från originalet den 25 april 2012. https://web.archive.org/web/20120425112719/http://www.jultradition.se/tv.htm. Läst 26 mars 2011.
11. ↑  ”Ron und Tanja Miniserie in 6 Teilen, Episodenguide” (på tyska). Fernsehserien. 4 juli 1990. http://www.fernsehserien.de/ron-und-tanja/episodenguide/0/1645. Läst 20 januari 2017.